# Pluto TV
Pluto TV är en streamingtjänst ägd av Paramount Global. 
Tjänsten är gratis för användare och mest känd för att erbjuda innehåll från Paramount Pictures, CBS, Nickelodeon och MTV. Istället för abonnemangsavgifter visas därför reklam.
Den nordiska varianten etablerades 2022 och ersatte Viafree. I den nordiska varianten finns därför även visst material från Viaplay tillgängligt.